# Dodoma (regio)
Dodoma is een regio van Tanzania. De hoofdstad van de regio is de stad Dodoma. De regio heeft een oppervlakte van 41.311 km² en heeft ruim 2 miljoen inwoners (census van 2012). De regio is de 8e regio van Tanzania qua omvang en beslaat ongeveer 5% van het vasteland.
In de regio worden bonen, zaden, pinda's, koffie, thee en tabak verbouwd. Ook wordt er vee gefokt en verhandeld. Verder bevindt zich in de regio Dodoma het enige wijnbouwgebied van Oost-Afrika.
Kondoa is wereldwijd bekend vanwege de rotsschilderingen van Kondoa die sinds 2006 zijn opgenomen in de Werelderfgoedlijst van UNESCO.

## Geografie
De regio ligt tussen 4° en 7° zuiderbreedte en 35° en 37° oosterlengte. Het grootste deel van de regio ligt op een plateau dat in hoogte varieert van 830 meter boven zeeniveau bij de Bahi-moerassen en 2000 meter boven zeeniveau bij de hooglanden ten noorden van Kondoa.

## Bestuurlijke indeling
De regio Dodoma werd gevormd in 1963 en bestond toen uit 3 landelijke districten en een stadsdistrict. Inmiddels bestaat de regio uit zeven districten:
- Bahi
- Chamwino
- Chemba
- Dodoma (stad)
- Kondoa
- Mpwapwa
- Kongwa